# The D.O.C.
Tracy Lynn Curry, mer känd under sitt artistnamn The D.O.C., född 10 juni 1968 i Dallas, är en amerikansk rappare, låtskrivare och musikproducent. Förutom sin solokarriär, var han även medlem i musikgruppen Fila Fresh Crew under slutet av 1980-talet, och samarbetade senare med gangstarap-gruppen N.W.A (där han är känd som en inofficiell medlem av gruppen), och skrev många av deras låtar tillsammans med de andra medlemmarna, liksom på Eazy-E's debutalbum Eazy-Duz-It från 1988. Han har även arbetat med Dr. Dre, och bland annat skrivit många låtar på hans debutalbum The Chronic från 1992, samt då Dr. Dre producerat hans solodebutalbum från 1989, som senare släpptes under Ruthless Records. Han är medgrundare till Death Row Records, tillsammans med Dr. Dre och Suge Knight.
Efter Fila Fresh Crew splittrades 1987, gick Curry vidare till att bedriva en framgångsrik solokarriär. 1989 släpptes hans debutalbum No One Can Do It Better, som nådde plats nummer ett på Top R&B/Hip-Hop Albums-listan under två veckor, och nådde plats ett med två låtar på Hot Rap Songs-listan; "It's Funky Enough" och "The D.O.C. & The Doctor". Albumet nådde platina fem år efter att det släpptes. I slutet av 1989, några månader efter debutalbumet släpptes, var The D.O.C. med i en bilolycka som nästan kostade honom livet, men krossade hans struphuvud, vilket permanent ändrade hans röst. Sedan sin återhämtning har han släppt två album, Helter Skelter från 1996, och Deuce från 2003. Sedan 2006 har han arbetat med nytt material på sitt fjärde album Voices.

## Diskografi

### Studioalbum
- 1989 – No One Can Do It Better
- 1996 – Helter Skelter
- 2003 – Deuce

### Samarbetsalbum
- 1987 – N.W.A. and the Posse (med N.W.A)
- 1988 – Tuffest Man Alive (med Fila Fresh Crew)